# Laura Battiferri
Laura Battiferri, född 1523, död 1589, var en italiensk diktare.
Hon utgav två böcker om poesi: 
- Il primo libro delle opere toscane, Firenze, Giunti 1560
- I sette salmi penitenziali tradotti in lingua toscana con gli argomenti ed alcuni sonetti spirituali, Firenze, Giunti 1564.